# Warsaw Challenger 1998
Il Warsaw Challenger 1998 è stato un torneo di tennis facente parte della categoria ATP Challenger Series nell'ambito dell'ATP Challenger Series 1998. Il torneo si è giocato a Varsavia in Polonia dal 17 al 23 agosto 1998 su campi in terra rossa.

## Vincitori

### Singolare
Jiří Vaněk ha battuto in finale  Andrej Čerkasov con il punteggio di 7–6, 7–5

### Doppio
James Greenhalgh /  Nenad Zimonjić hanno battuto in finale  Ali Hamadeh /  Johan Landsberg per walkover